# Parque Nacional dos Vulcões do Havaí
O Parque Nacional dos Vulcões do Havaí localiza-se no Havaí, um arquipélago pertencente aos Estados Unidos. Dois dos vulcões mais ativos do mundo, o Mauna Loa (4.170 metros de altura) e o Kilauea, sobressaem-se sobre o Oceano Pacífico neste local. Erupções vulcânicas criaram uma paisagem continuamente variável, e os fluxos de lava revelam-se formando surpreendentes formações geológicas. Podem ser achados pássaros raros e espécies endêmicas, como também florestas de samambaia gigantescas.

## Galeria

Animação mostrando os três maiores vulcões do Havaí